# Пюссі (станція)
Пюссі (ест. Püssi raudteejaam) — залізнична станція в місті Пюссі на лінії Таллінн — Нарва.
Знаходиться на відстані 143,6 км від Балтійського вокзалу Таллінна та 66,3 км від станції Нарва.
Була відкрита як станція Ізенгоф Балтійської залізниці у Російській імперії.
На станції Пюссі розташовані низький перон та шість шляхів.
На станції зупиняються пасажирські поїзди Elron, що прямують з Таллінна до Нарви, і назад. З Таллінна до Пюссі поїзд йде 1 годину та 48 хвилин.
| На Таллінн |       | На Нарву |
| Ківіілі    | Пюссі | Кохтла   |

## Примітки

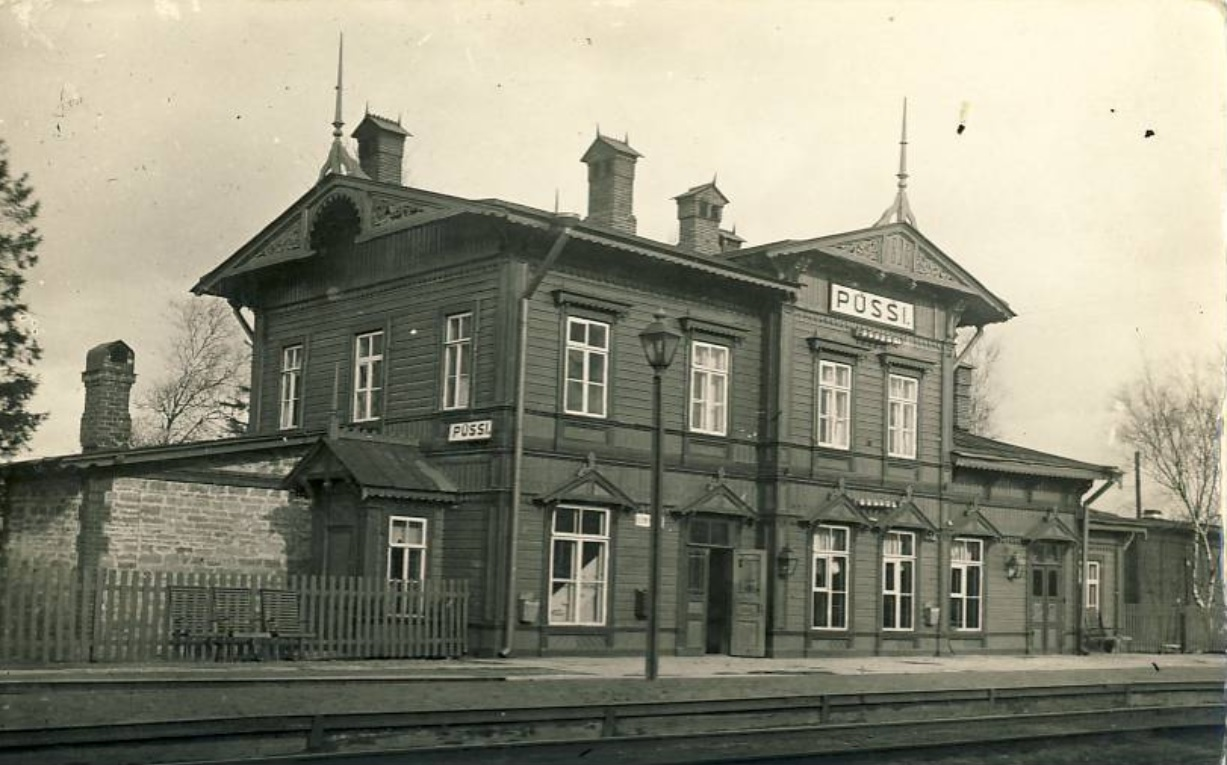
Вокзал Пюссі до II світової війни